# Воробино (Псковская область)
Воробино — деревня в северной части Порховского района Псковской области. Входит в состав сельского поселения «Дубровенская волость».
Расположена в 49 км к северо-западу от города Порхов и в 4 км к юго-западу от волостного центра, села Павы.
Численность населения деревни по состоянию на 2000 год составляла 33 жителя.